# Dno moře

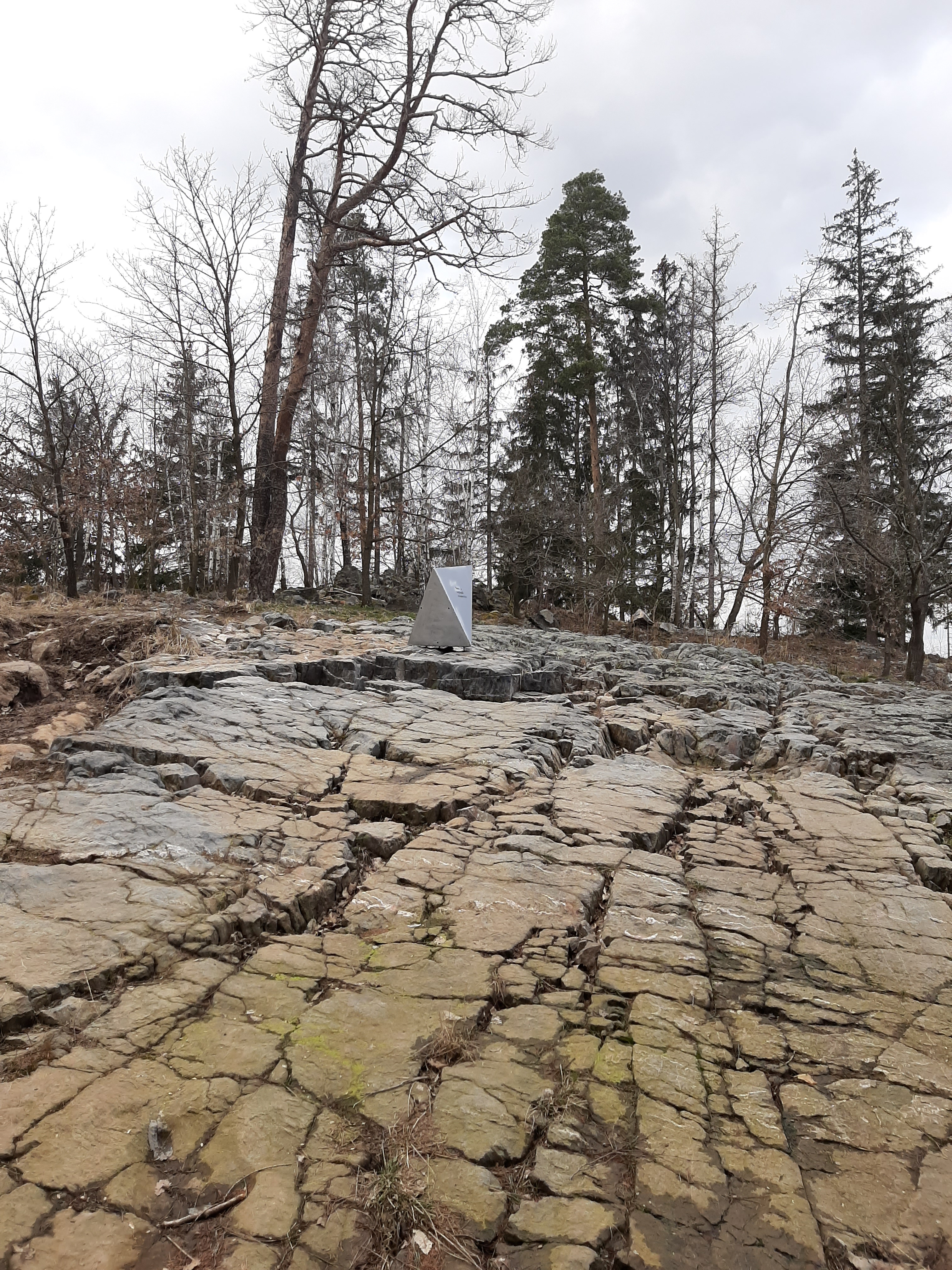
Zkamenělé mořské dno

Dno moře[zdroj⁠?!] je geologicky významná lokalita prvohorního skalního masivu. Nachází se nedaleko vesnice Deblov v obci Mladoňovice (okres Chrudim).
Stáří této památky je cca 480 milionů let. Tvoří ji křemenec, přičemž původní materiál dna byl písek a jíl.

## Popis
Jedná se o zkamenělé dno provrtané tisíci tunely od bezobratlých organismů. Některé z nich jsou dlouhé i několik decimetrů. Jedná se o jeden z evropských unikátů. Tyto tunely jsou považované za fosilie stop.

#### Stopy
Převážná část stop pochází od bezobratlých organismů, třebaže jejich původce je většinou neznámý. Název patří vždy dané stopě, nikoliv konkrétnímu organismu. Stopy vznikly z různých důvodů, jako například pohyb, odpočinek, potrava, lov a další. Příkladem stop jsou například Asteriacites (stopy mořských ježovek), Cosmorhaphe (stopy od červů), Cruziana (stopa hrabajícího trilobita), Diplichnites (stopa chodícího trilobita).

## Naučná stezka
Ke zkamenělému mořskému dnu vede stezka, která je lemovaná naučnými tabulemi, origami plechy.